# 齋藤咲良
齋藤 咲良（さいとう さら、2006年10月3日 - ）は、群馬県前橋市出身の女子プロテニス選手。WTAランキング自己最高位はシングルス150位、ダブルス484位。右利き、バックハンド・ストロークは両手打ち。富士薬品所属。ジュニア世界ランキングは2位（1位と同ポイント）。ITF（国際テニス連盟）より最も有望でブレークした才能ある選手としてITF Class of 2024を日本人女性として初受賞。

## 来歴
前橋市立二之宮小学校、前橋市立荒砥中学校を卒業した。通信制のS高等学校に在学中。
2022年10月、大阪市の靱テニスセンターで開催された世界スーパージュニアテニス選手権大会では女子シングルス・女子ダブルスともに優勝した。
2023年の全豪オープンジュニアでは木下晴結と組んで女子ダブルスに出場し、決勝で敗れたものの準優勝した。同大会の女子シングルスには第1シードとして出場したが1回戦で敗れている。
全仏オープンジュニアの女子ダブルスではアリーナ・コルネーワと組んで女子ダブルスに出場し、決勝で敗れたものの準優勝した。同大会の女子シングルスには第1シードとして出場したが2回戦で敗れている。
全米オープンジュニアでは里菜央と組んで女子ダブルスに出場し、決勝で敗れたものの準優勝した。同大会の女子シングルスには第4シードとして出場し、準々決勝でテレサ・ヴァレントヴァに敗れた。
2024年の全日本テニス選手権では決勝で石井さやかに敗れて準優勝だった。同年10月にはジャパン女子オープンテニスの女子シングルスでワイルドカードを受け、WTAツアーの女子シングルスに初出場した。1回戦ではジェシカ・ボウサス・マネイロを破り、WTAツアーの女子シングルスで初勝利を挙げた。準々決勝ではキンバリー・ビレルに敗れたが、ベスト8という好成績で大会を終えた。